# Hermonville
Hermonville är en kommun i departementet Marne i regionen Grand Est (tidigare regionen Champagne-Ardenne) i nordöstra Frankrike. Kommunen ligger i kantonen Fismes som tillhör arrondissementet Reims. År 2022 hade Hermonville 1 409 invånare.

## Befolkningsutveckling
Antalet invånare i kommunen Hermonville
| Referens: INSEE |